# Lista de bens tombados em Salvador
A lista de bens tombados de Salvador reúne itens do patrimônio cultural e histórico de Salvador. Os atos de preservação do patrimônio cultural a nível municipal são realizados pela Secretária de Cultura e Turismo (SECULT). Os tombamentos estaduais foram realizados pelo Instituto do Patrimônio Artístico e Cultural da Bahia (IPAC). Algumas construções são também reconhecidas pelo IPHAN, no contexto de preservação do patrimônio cultural e histórico brasileiro.
Dentre os patrimônios tombados está o Centro Histórico de Salvador (CHS) que é parte do Patrimônio Mundial da UNESCO. Um dos motivos da inscrição se deu pela preservação de edifícios renascentistas notáveis, como também pela região ter sido, em 1558, o palco do primeiro mercado de escravos do Novo Mundo, com isso, possuindo muitos registros históricos e culturais em suas edificações e monumentos.
| Imagem | Bem | Data de fundação           | Coordenadas                  | Tombamento | Referência |
| ------ | --- | -------------------------- | ---------------------------- | --- | ---------- |
|        | Igreja de Nosso Senhor do Bonfim | 1772                       | 12° 55′ 25″ S, 38° 30′ 29″ O | bem tombado pelo IPHAN Património de Influência Portuguesa (base de dados)                                                    |            |
|        | Farol da Barra |                            | 13° 00′ 37″ S, 38° 31′ 58″ O | bem tombado pelo IPHAN |            |
|        | Elevador Lacerda | 1869                       | 12° 58′ 27″ S, 38° 30′ 47″ O | bem tombado pelo IPHAN bem tombado pelo IPAC                                                                                  |            |
|        | Pelourinho | 1549                       | 12° 58′ 25″ S, 38° 30′ 43″ O | bem tombado pelo IPHAN |            |
|        | Mosteiro de São Bento | 1582                       | 12° 58′ 45″ S, 38° 30′ 50″ O | Património de Influência Portuguesa (base de dados) bem tombado pelo IPHAN                                                    |            |
|        | Cruz Caída | 1999                       | 12° 58′ 24″ S, 38° 30′ 42″ O | bem de interesse histórico e/ou cultural                                                                                      |            |
|        | Forte de São Marcelo | 2006 1623                  | 12° 58′ 12″ S, 38° 31′ 04″ O | bem tombado pelo IPHAN Património de Influência Portuguesa (base de dados)                                                    |            |
|        | Catedral-Basílica Primacial de São Salvador | 1672                       | 12° 58′ 22″ S, 38° 30′ 37″ O | bem tombado pelo IPHAN Património de Influência Portuguesa (base de dados)                                                    |            |
|        | Igreja e Convento de São Francisco | 1713                       | 12° 58′ 29″ S, 38° 30′ 33″ O | Património de Influência Portuguesa (base de dados) bem tombado pelo IPHAN                                                    |            |
|        | Mercado Modelo |                            | 12° 58′ 23″ S, 38° 30′ 51″ O | bem tombado pelo IPHAN bem tombado pelo IPAC                                                                                  |            |
|        | Palácio Arquiepiscopal de Salvador | 1715                       | 12° 58′ 24″ S, 38° 30′ 41″ O | bem tombado pelo IPHAN Património de Influência Portuguesa (base de dados)                                                    |            |
|        | Terreiro de Jesus |                            | 12° 58′ 23″ S, 38° 30′ 36″ O | bem de interesse histórico e/ou cultural                                                                                      |            |
|        | Praça da Sé |                            | 12° 58′ 24″ S, 38° 30′ 39″ O | bem de interesse histórico e/ou cultural                                                                                      |            |
|        | Conjunto Arquitetônico, Paisagístico e Urbanístico Centro Histórico da Cidade de Salvador                                                             | 1549                       | 12° 58′ 00″ S, 38° 30′ 00″ O | Património Mundial da Unesco Património de Influência Portuguesa (base de dados) bem tombado pelo IPAC bem tombado pelo IPHAN |            |
|        | Terreiro do Alaqueto | 1836                       | 12° 58′ 31″ S, 38° 29′ 24″ O | bem tombado pelo IPHAN bem tombado pelo IPAC                                                                                  |            |
|        | Porto de Salvador |                            | 12° 57′ 31″ S, 38° 30′ 27″ O | bem de interesse histórico e/ou cultural                                                                                      |            |
|        | Ladeira da Barroquinha |                            | 12° 58′ 40″ S, 38° 30′ 56″ O | bem de interesse histórico e/ou cultural                                                                                      |            |
|        | Basílica de Nossa Senhora da Conceição da Praia | 1767                       | 12° 58′ 31″ S, 38° 30′ 51″ O | Património de Influência Portuguesa (base de dados) bem tombado pelo IPHAN                                                    |            |
|        | Capela da Ajuda | 1912                       | 12° 58′ 34″ S, 38° 30′ 47″ O | bem tombado pelo IPHAN bem tombado pelo IPAC                                                                                  |            |
|        | Comércio |                            | 12° 58′ 12″ S, 38° 30′ 39″ O | bem tombado pelo IPHAN |            |
|        | Faculdade de Arquitetura da Universidade Federal da Bahia                                                                                             | 1959                       | 12° 59′ 52″ S, 38° 30′ 29″ O | bem de interesse histórico e/ou cultural                                                                                      |            |
|        | Festa de Santa Bárbara/Iansã |                            | 12° 58′ 16″ S, 38° 30′ 30″ O | bem tombado pelo IPAC |            |
|        | Festa do Bonfim |                            |                              | bem tombado pelo IPAC |            |
|        | Forte de Nossa Senhora de Monte Serrat | 1583                       | 12° 55′ 48″ S, 38° 31′ 04″ O | Património de Influência Portuguesa (base de dados) bem tombado pelo IPHAN                                                    |            |
|        | Forte de Nossa Senhora do Monte do Carmo |                            | 12° 57′ 54″ S, 38° 30′ 00″ O | Património de Influência Portuguesa (base de dados) bem tombado pelo IPHAN                                                    |            |
|        | Forte de Santa Maria | 1696                       | 13° 00′ 16″ S, 38° 32′ 02″ O | bem tombado pelo IPHAN Património de Influência Portuguesa (base de dados)                                                    |            |
|        | Forte de Santo Alberto |                            | 12° 57′ 19″ S, 38° 30′ 08″ O | Património de Influência Portuguesa (base de dados)                                                                           |            |
|        | Forte de Santo Antônio Além do Carmo | década de 1600             | 12° 57′ 46″ S, 38° 30′ 12″ O | Património de Influência Portuguesa (base de dados) bem tombado pelo IPHAN                                                    |            |
|        | Forte de Santo Antônio da Barra | 1702                       | 13° 00′ 37″ S, 38° 31′ 58″ O | Património de Influência Portuguesa (base de dados) bem tombado pelo IPHAN                                                    |            |
|        | Forte de São Diogo |                            | 13° 00′ 07″ S, 38° 31′ 58″ O | Património de Influência Portuguesa (base de dados) bem tombado pelo IPAC                                                     |            |
|        | Forte de São Paulo da Gamboa |                            | 12° 59′ 08″ S, 38° 31′ 22″ O | Património de Influência Portuguesa (base de dados) bem tombado pelo IPHAN                                                    |            |
|        | Forte de São Pedro | década de 1600             | 12° 59′ 14″ S, 38° 31′ 14″ O | Património de Influência Portuguesa (base de dados) bem tombado pelo IPHAN                                                    |            |
|        | Gabinete Português de Leitura |                            | 12° 58′ 58″ S, 38° 30′ 52″ O | sem protecção legal |            |
|        | Igreja São Brás de Plaforma |                            | 12° 53′ 45″ S, 38° 29′ 27″ O | bem tombado pelo IPAC |            |
|        | Igreja da Ordem Terceira de São Francisco | 1709                       | 12° 58′ 28″ S, 38° 30′ 32″ O | Património de Influência Portuguesa (base de dados) bem tombado pelo IPHAN                                                    |            |
|        | Igreja da Ordem Terceira do Carmo | 1803                       | 12° 58′ 10″ S, 38° 30′ 28″ O | Património de Influência Portuguesa (base de dados) bem tombado pelo IPHAN                                                    |            |
|        | Igreja da Palma | 1630                       | 12° 58′ 40″ S, 38° 30′ 39″ O | Património de Influência Portuguesa (base de dados) bem tombado pelo IPHAN                                                    |            |
|        | Igreja de Nossa Senhora da Barroquinha | 1722                       | 12° 58′ 39″ S, 38° 30′ 50″ O | bem tombado pelo IPHAN bem tombado pelo IPAC                                                                                  |            |
|        | Igreja de Nossa Senhora da Vitória | 1561                       | 12° 59′ 46″ S, 38° 31′ 41″ O | bem tombado pelo IPHAN bem tombado pelo IPAC                                                                                  |            |
|        | Igreja de Nossa Senhora do Rosário dos Pretos | 1709                       | 12° 58′ 16″ S, 38° 30′ 29″ O | Património de Influência Portuguesa (base de dados) bem tombado pelo IPHAN                                                    |            |
|        | Igreja do Carmo de Salvador |                            | 12° 58′ 09″ S, 38° 30′ 26″ O | Património de Influência Portuguesa (base de dados) bem tombado pelo IPHAN                                                    |            |
|        | Ilé Axé Oxumarê | 1836                       | 12° 59′ 37″ S, 38° 29′ 56″ O | bem tombado pelo IPAC bem tombado pelo IPHAN                                                                                  |            |
|        | Ilê Axé Ibá Oluaeí - Ilê Axé Ibá Ogum | 1890                       | 12° 59′ 51″ S, 38° 29′ 48″ O | bem tombado pelo IPAC |            |
|        | Ilê Axé Opó Afonjá | 1910                       | 12° 56′ 59″ S, 38° 28′ 05″ O | bem tombado pelo IPHAN bem tombado pelo IPAC                                                                                  |            |
|        | Museu Rodin Bahia | 2007                       | 12° 59′ 52″ S, 38° 31′ 32″ O | bem de interesse histórico e/ou cultural                                                                                      |            |
|        | Palácio da Aclamação |                            | 12° 59′ 11″ S, 38° 31′ 15″ O | bem tombado pelo IPAC |            |
|        | Sociedade Cultural e Religiosa Ilê Axipá | 1980                       | 12° 56′ 18″ S, 38° 22′ 53″ O | bem tombado pelo IPAC |            |
|        | Solar Ferrão |                            | 12° 58′ 21″ S, 38° 30′ 30″ O | Património de Influência Portuguesa (base de dados) bem tombado pelo IPHAN                                                    |            |
|        | Solar Saldanha |                            | 12° 58′ 28″ S, 38° 30′ 39″ O | Património de Influência Portuguesa (base de dados) bem tombado pelo IPHAN                                                    |            |
|        | Solar do Unhão |                            | 12° 58′ 57″ S, 38° 31′ 14″ O | Património de Influência Portuguesa (base de dados) bem tombado pelo IPHAN                                                    |            |
|        | Sé da Bahia |                            |                              | Património de Influência Portuguesa (base de dados)                                                                           |            |
|        | Teatro Castro Alves | 1967                       | 12° 59′ 21″ S, 38° 31′ 10″ O | bem tombado pelo IPHAN bem tombado pelo IPAC                                                                                  |            |
|        | Terreiro Bate Folha | 1916                       | 12° 56′ 10″ S, 38° 27′ 48″ O | bem tombado pelo IPHAN bem tombado pelo IPAC                                                                                  |            |
|        | Terreiro Mocambo | 1994 18 de janeiro de 1996 | 12° 55′ 42″ S, 38° 24′ 20″ O | bem tombado pelo IPAC |            |
|        | Terreiro Pilão de Prata | 1962                       | 12° 58′ 42″ S, 38° 26′ 13″ O | bem tombado pelo IPAC |            |
|        | Terreiro Tumba Junçara | 13 de julho de 1919        | 12° 59′ 30″ S, 38° 30′ 00″ O | bem tombado pelo IPAC |            |
|        | Terreiro do Gantois | 1849                       | 12° 59′ 43″ S, 38° 30′ 27″ O | bem tombado pelo IPHAN bem tombado pelo IPAC                                                                                  |            |
|        | Casa Branca do Engenho Velho | 1735                       | 12° 59′ 49″ S, 38° 29′ 42″ O | bem tombado pelo IPHAN bem tombado pelo IPAC                                                                                  |            |
|        | Casa do Rio Vermelho |                            | 13° 00′ 28″ S, 38° 29′ 32″ O | bem tombado pelo IPAC |            |
|        | Parque São Bartolomeu |                            | 12° 53′ 44″ S, 38° 28′ 11″ O | bem tombado pelo IPAC |            |
|        | Igreja e Convento de Nossa Senhora de Conceição da Lapa                                                                                               | 1734                       | 12° 58′ 52″ S, 38° 30′ 41″ O | bem tombado pelo IPHAN Património de Influência Portuguesa (base de dados)                                                    |            |
|        | Centro Educacional Carneiro Ribeiro | 21 de setembro de 1950     | 12° 57′ 23″ S, 38° 29′ 29″ O | bem tombado pelo IPAC |            |
|        | Cemitério dos Ingleses da Bahia | 1814                       | 13° 00′ 01″ S, 38° 31′ 51″ O | bem tombado pelo IPAC |            |
|        | Casa do Benin |                            | 12° 58′ 14″ S, 38° 30′ 36″ O | bem de interesse histórico e/ou cultural                                                                                      |            |
|        | Igreja de Nossa Senhora da Glória e Saúde | 1723                       | 12° 58′ 21″ S, 38° 30′ 21″ O | Património de Influência Portuguesa (base de dados) bem tombado pelo IPHAN                                                    |            |
|        | Igreja e Abadia de Nossa Senhora da Graça | década de 1600             | 12° 59′ 58″ S, 38° 31′ 25″ O | Património de Influência Portuguesa (base de dados) bem tombado pelo IPHAN                                                    |            |
|        | Festa de Iemanjá no Rio Vermelho |                            |                              | bem tombado ou registrado pela FGM                                                                                            |            |
|        | Ponta de Humaitá |                            | 12° 55′ 43″ S, 38° 31′ 10″ O | bem tombado pelo IPAC |            |
|        | Estação Calçada |                            | 12° 56′ 46″ S, 38° 30′ 01″ O | bem tombado pelo IPHAN |            |
|        | Hospital Santa Izabel | 1893                       | 12° 58′ 18″ S, 38° 30′ 10″ O | bem tombado pelo IPAC |            |
|        | Casa dos Sete Candeeiros |                            | 12° 58′ 33″ S, 38° 30′ 42″ O | bem tombado pelo IPHAN Património de Influência Portuguesa (base de dados)                                                    |            |
|        | Igreja de São Pedro dos Clérigos | 1802                       | 12° 58′ 23″ S, 38° 30′ 34″ O | bem tombado pelo IPHAN Património de Influência Portuguesa (base de dados)                                                    |            |
|        | Igreja de Nossa Senhora da Penha | 1742                       | 12° 54′ 34″ S, 38° 29′ 48″ O | bem tombado pelo IPHAN |            |
|        | Sobrado Azulejado | década de 1800             | 12° 58′ 23″ S, 38° 30′ 48″ O | bem tombado pelo IPHAN bem tombado pelo IPAC                                                                                  |            |
|        | Igreja do Santíssimo Sacramento da Rua do Passo |                            | 12° 58′ 11″ S, 38° 30′ 30″ O | Património de Influência Portuguesa (base de dados) bem tombado pelo IPHAN                                                    |            |
|        | Cine-Teatro Jandaia |                            | 12° 58′ 07″ S, 38° 30′ 20″ O | bem tombado pelo IPAC |            |
|        | Edifício Caramuru | 1946                       | 12° 58′ 18″ S, 38° 30′ 49″ O | bem tombado pelo IPAC |            |
|        | Casa da Providência |                            | 12° 58′ 14″ S, 38° 30′ 21″ O | bem tombado pelo IPAC |            |
|        | Casa Nobre de Jequitaia | 1830                       | 12° 57′ 03″ S, 38° 30′ 03″ O | bem tombado pelo IPHAN bem tombado pelo IPAC                                                                                  |            |
|        | Abrigo Dom Pedro II | década de 1800             | 12° 56′ 08″ S, 38° 30′ 32″ O | bem tombado pelo IPHAN bem tombado pelo IPAC                                                                                  |            |
|        | Igreja da Ordem Terceira da Nossa Senhora da Conceição do Boqueirão                                                                                   | 1728                       | 12° 57′ 59″ S, 38° 30′ 21″ O | Património de Influência Portuguesa (base de dados) bem tombado pelo IPHAN                                                    |            |
|        | Fonte do Santo Antônio |                            | 12° 57′ 50″ S, 38° 30′ 06″ O | bem tombado pelo IPAC |            |
|        | Fonte da Água Brusca |                            | 12° 57′ 42″ S, 38° 30′ 07″ O | bem tombado pelo IPAC Património de Influência Portuguesa (base de dados)                                                     |            |
|        | Casa Pia de São Joaquim | 1709                       | 12° 56′ 59″ S, 38° 30′ 01″ O | Património de Influência Portuguesa (base de dados) bem tombado pelo IPHAN                                                    |            |
|        | Casa Marback | década de 1700             | 12° 55′ 33″ S, 38° 30′ 29″ O | bem tombado pelo IPHAN bem tombado pelo IPAC                                                                                  |            |
|        | Cruz do Pascoal | 1743                       | 12° 58′ 03″ S, 38° 30′ 25″ O | bem tombado pelo IPHAN Património de Influência Portuguesa (base de dados)                                                    |            |
|        | Igreja e Convento de Santa Clara do Desterro | 1681                       | 12° 58′ 37″ S, 38° 30′ 24″ O | Património de Influência Portuguesa (base de dados) bem tombado pelo IPHAN                                                    |            |
|        | Igreja e Mosteiro de Nossa Senhora do Monte Serrat |                            | 12° 55′ 44″ S, 38° 31′ 09″ O | Património de Influência Portuguesa (base de dados) bem tombado pelo IPHAN                                                    |            |
|        | Igreja da Ordem Terceira de São Domingos | 1709                       | 12° 58′ 25″ S, 38° 30′ 34″ O | Património de Influência Portuguesa (base de dados) bem tombado pelo IPHAN                                                    |            |
|        | Convento e Igreja do Carmo de Salvador | 1681                       | 12° 58′ 07″ S, 38° 30′ 26″ O | Património de Influência Portuguesa (base de dados) bem tombado pelo IPHAN                                                    |            |
|        | Solar do Sodré | década de 1700             | 12° 58′ 48″ S, 38° 30′ 58″ O | Património de Influência Portuguesa (base de dados) bem tombado pelo IPHAN                                                    |            |
|        | Igreja de Santo Antônio da Barra |                            | 13° 00′ 05″ S, 38° 31′ 56″ O | Património de Influência Portuguesa (base de dados) bem tombado pelo IPHAN                                                    |            |
|        | Igreja e Hospício de Nossa Senhora da Boa Viagem | 1712                       | 12° 55′ 53″ S, 38° 30′ 50″ O | Património de Influência Portuguesa (base de dados) bem tombado pelo IPHAN bem tombado pelo IPAC                              |            |
|        | Igreja de Nossa do Pilar e Santa Luzia | 1756                       | 12° 57′ 58″ S, 38° 30′ 24″ O | bem tombado pelo IPHAN Património de Influência Portuguesa (base de dados)                                                    |            |
|        | Casa do Conde da Palma | década de 1700             | 12° 57′ 40″ S, 38° 30′ 06″ O | bem tombado pelo IPHAN bem tombado pelo IPAC                                                                                  |            |
|        | Capela de São Pedro Gonçalves do Corpo Santo | 1711                       | 12° 58′ 24″ S, 38° 30′ 47″ O | bem tombado pelo IPHAN bem tombado pelo IPAC                                                                                  |            |
|        | Capela de Nossa Senhora do Loreto | 1645                       | 12° 45′ 27″ S, 38° 37′ 26″ O | Património de Influência Portuguesa (base de dados) bem tombado pelo IPAC                                                     |            |
|        | Sobrado à Praça 15 de Novembro, 17 | década de 1600             | 12° 58′ 25″ S, 38° 30′ 34″ O | bem tombado pelo IPHAN Património de Influência Portuguesa (base de dados)                                                    |            |
|        | Igreja da Misericórdia |                            | 12° 58′ 26″ S, 38° 30′ 43″ O | Património de Influência Portuguesa (base de dados) bem tombado pelo IPHAN                                                    |            |
|        | Capela de Nossa Senhora da Escada | década de 1600             | 12° 52′ 52″ S, 38° 28′ 58″ O | Património de Influência Portuguesa (base de dados) bem tombado pelo IPHAN                                                    |            |
|        | Casa Natal de Gregório de Mattos | século XVII                | 12° 58′ 26″ S, 38° 30′ 34″ O | Património de Influência Portuguesa (base de dados) bem tombado pelo IPHAN                                                    |            |
|        | Casa das Sete Mortes | década de 1600             | 12° 58′ 13″ S, 38° 30′ 32″ O | Património de Influência Portuguesa (base de dados) bem tombado pelo IPHAN                                                    |            |
|        | Capela de Nossa Senhora das Neves | 1552                       | 12° 47′ 36″ S, 38° 31′ 12″ O | Património de Influência Portuguesa (base de dados) bem tombado pelo IPHAN                                                    |            |
|        | Igreja de São Miguel | 1732                       | 12° 58′ 27″ S, 38° 30′ 28″ O | bem tombado pelo IPHAN Património de Influência Portuguesa (base de dados)                                                    |            |
|        | Solar Amado Bahia | 1901                       | 12° 54′ 51″ S, 38° 29′ 33″ O | bem tombado pelo IPHAN bem tombado pelo IPAC                                                                                  |            |
|        | Igreja de São Lázaro e São Roque | década de 1700             | 13° 00′ 28″ S, 38° 30′ 43″ O | bem tombado pelo IPAC Património de Influência Portuguesa (base de dados)                                                     |            |
|        | Edifício Oceania | 1942                       | 13° 00′ 35″ S, 38° 31′ 54″ O | bem tombado pelo IPAC |            |
|        | Antigo Hospital Português | 1866                       | 12° 55′ 30″ S, 38° 30′ 40″ O | bem tombado pelo IPAC |            |
|        | Capela Nossa Senhora da Piedade e Recolhimento do Bom Jesus dos Perdões                                                                               | década de 1700             | 12° 57′ 52″ S, 38° 30′ 10″ O | Património de Influência Portuguesa (base de dados) bem tombado pelo IPHAN                                                    |            |
|        | Solar do Berquó | 1691                       | 12° 58′ 37″ S, 38° 30′ 46″ O | bem tombado pelo IPHAN Património de Influência Portuguesa (base de dados)                                                    |            |
|        | Sobrado à Rua Inácio Acioly, 6 | década de 1700             | 12° 58′ 27″ S, 38° 30′ 32″ O | bem tombado pelo IPHAN bem tombado pelo IPAC                                                                                  |            |
|        | Sobrado à Rua Inácio Acioly, 4 |                            | 12° 58′ 27″ S, 38° 30′ 32″ O | bem tombado pelo IPHAN bem tombado pelo IPAC                                                                                  |            |
|        | Igreja de Nossa Senhora de Brotas | 1714                       | 12° 59′ 21″ S, 38° 28′ 56″ O | bem tombado pelo IPAC |            |
|        | Casa ao Largo de Santana, nº 6 | década de 1800             | 13° 00′ 40″ S, 38° 29′ 30″ O | bem tombado pelo IPAC |            |
|        | Igreja de Santo Antônio da Mouraria | 1724                       | 12° 58′ 50″ S, 38° 30′ 38″ O | bem tombado pelo IPHAN bem tombado pelo IPAC                                                                                  |            |
|        | Palacete Ferraro | década de 1800             | 12° 58′ 42″ S, 38° 30′ 23″ O | bem tombado pelo IPHAN bem tombado pelo IPAC                                                                                  |            |
|        | Sobrado à Praça Anchieta, 18 | década de 1600             | 12° 58′ 27″ S, 38° 30′ 33″ O | bem tombado pelo IPHAN Património de Influência Portuguesa (base de dados)                                                    |            |
|        | Sobrado à Praça Anchieta, 20 | década de 1600             | 12° 58′ 27″ S, 38° 30′ 33″ O | bem tombado pelo IPHAN Património de Influência Portuguesa (base de dados)                                                    |            |
|        | Fonte do Gravatá | década de 1700             | 12° 58′ 38″ S, 38° 30′ 34″ O | bem tombado pelo IPAC |            |
|        | Igreja do Santíssimo Sacramento e Sant'Ana | 1747                       | 12° 58′ 37″ S, 38° 30′ 31″ O | bem tombado pelo IPHAN Património de Influência Portuguesa (base de dados)                                                    |            |
|        | Biblioteca da Universidade Federal da Bahia |                            | 13° 00′ 04″ S, 38° 30′ 34″ O | bem de interesse histórico e/ou cultural                                                                                      |            |
|        | Edifício A Tarde | 12 de março de 1930        | 12° 58′ 37″ S, 38° 30′ 51″ O | bem tombado pelo IPAC |            |
|        | Solar Bandeira |                            | 12° 57′ 32″ S, 38° 30′ 02″ O | Património de Influência Portuguesa (base de dados) bem tombado pelo IPAC                                                     |            |
|        | Porta de Solar do século XVII | 1674                       | 12° 59′ 37″ S, 38° 31′ 34″ O | bem tombado pelo IPHAN bem tombado pelo IPAC                                                                                  |            |
|        | Fonte do Queimado |                            | 12° 57′ 23″ S, 38° 29′ 52″ O | bem tombado pelo IPAC |            |
|        | Fonte das Pedreiras | década de 1500             | 12° 58′ 40″ S, 38° 30′ 59″ O | bem tombado pelo IPAC |            |
|        | Fonte dos Padres | década de 1500             | 12° 58′ 15″ S, 38° 30′ 36″ O | bem tombado pelo IPAC |            |
|        | Fonte da Munganga |                            | 12° 57′ 11″ S, 38° 30′ 04″ O | bem tombado pelo IPAC |            |
|        | Fonte do Vale do Tororó |                            | 12° 58′ 58″ S, 38° 30′ 36″ O | bem tombado pelo IPAC |            |
|        | Sede do Corpo dos Bombeiros |                            | 12° 58′ 34″ S, 38° 30′ 39″ O | bem tombado pelo IPAC |            |
|        | Edifício Sulacap | 26 de abril de 1946        | 12° 58′ 41″ S, 38° 30′ 53″ O | bem tombado pelo IPAC |            |
|        | Fonte do Dique do Tororó | 21 de fevereiro de 1875    | 12° 59′ 03″ S, 38° 30′ 29″ O | bem tombado pelo IPAC |            |
|        | Igreja de Nossa Senhora de Guadalupe |                            | 12° 48′ 50″ S, 38° 38′ 29″ O | bem tombado pelo IPAC |            |
|        | Antigo Lazareto | 1762                       | 13° 00′ 30″ S, 38° 30′ 43″ O | bem tombado pelo IPAC |            |
|        | Palácio de Verão dos Arcebispos | 1742                       | 12° 54′ 34″ S, 38° 29′ 46″ O | bem tombado pelo IPHAN |            |
|        | Casa no 33, Ladeira do Arco |                            | 12° 58′ 05″ S, 38° 30′ 12″ O | bem tombado pelo IPAC |            |
|        | Fonte das Pedras |                            | 12° 58′ 37″ S, 38° 30′ 11″ O | bem tombado pelo IPAC |            |
|        | Fonte de São Pedro |                            | 12° 59′ 17″ S, 38° 31′ 06″ O | bem tombado pelo IPAC |            |
|        | Igreja de Santana |                            | 13° 00′ 41″ S, 38° 29′ 31″ O | bem de interesse histórico e/ou cultural                                                                                      |            |
|        | Largo de Santana |                            | 13° 00′ 40″ S, 38° 29′ 30″ O | bem tombado pelo IPAC |            |
|        | Antiga Fábrica Fratelli Vita |                            | 12° 56′ 31″ S, 38° 30′ 11″ O | bem tombado pelo IPAC |            |
|        | Festas Regionais | 1952                       | 12° 59′ 16″ S, 38° 31′ 18″ O | bem tombado pelo IPAC |            |
|        | Casa de Azulejo | 1861                       | 12° 58′ 29″ S, 38° 30′ 18″ O | bem tombado pelo IPAC |            |
|        | Casa Guilherme Marback |                            | 12° 59′ 09″ S, 38° 30′ 55″ O | bem tombado pelo IPAC |            |
|        | Edifício dos Arquitetos | 1966                       | 12° 58′ 32″ S, 38° 30′ 42″ O | bem tombado pelo IPAC |            |
|        | Igreja e Convento de Nossa Senhora da Soledade |                            | 12° 57′ 28″ S, 38° 29′ 57″ O | Património de Influência Portuguesa (base de dados)                                                                           |            |
|        | Marco da Fundação da Cidade do Salvador | 29 de março de 1952        | 13° 00′ 07″ S, 38° 31′ 59″ O | bem tombado ou registrado pela FGM                                                                                            |            |
|        | Monumento à Cidade do Salvador | 1970                       | 12° 58′ 27″ S, 38° 30′ 52″ O | bem tombado pelo IPAC |            |
|        | Hotel da Bahia | 1947                       | 12° 59′ 16″ S, 38° 31′ 18″ O | bem tombado pelo IPAC |            |
|        | Capela da Casa da Providência | 1855                       | 12° 57′ 59″ S, 38° 30′ 32″ O | bem tombado pelo IPAC |            |
|        | Casa do Carnaval da Bahia |                            | 12° 58′ 22″ S, 38° 30′ 46″ O | bem de interesse histórico e/ou cultural                                                                                      |            |
|        | Hotel Colonial | 1846                       | 12° 59′ 48″ S, 38° 31′ 40″ O | bem tombado pelo IPAC |            |
|        | Inscrições Tumulares da Igreja da Vitória |                            | 12° 59′ 46″ S, 38° 31′ 41″ O | bem tombado pelo IPHAN bem tombado pelo IPAC                                                                                  |            |
|        | Lar Franciscano e Capela Santa Isabel | 1848                       | 12° 58′ 25″ S, 38° 30′ 25″ O | bem tombado pelo IPAC |            |
|        | Casa dos Carvalho | década de 1800             | 13° 00′ 00″ S, 38° 31′ 25″ O | bem tombado pelo IPAC |            |
|        | Monumento ao Dois de Julho | 2 de julho de 1895         | 12° 59′ 21″ S, 38° 31′ 17″ O | bem de interesse histórico e/ou cultural                                                                                      |            |
|        | Solar da Boa Vista | década de 1700             | 12° 59′ 02″ S, 38° 30′ 05″ O | Património de Influência Portuguesa (base de dados) bem tombado pelo IPHAN                                                    |            |
|        | Antiga Casa de Oração dos Jesuítas | 1696                       | 12° 58′ 47″ S, 38° 30′ 55″ O | bem tombado pelo IPHAN Património de Influência Portuguesa (base de dados)                                                    |            |
|        | Antiga Fábrica São Brás |                            | 12° 54′ 09″ S, 38° 29′ 24″ O | bem tombado pelo IPAC |            |
|        | Asilo dos Expostos (Pupileira) |                            | 12° 58′ 50″ S, 38° 30′ 30″ O | bem tombado pelo IPAC |            |
|        | Azulejos da Reitoria da UFBA |                            | 12° 59′ 34″ S, 38° 31′ 14″ O | bem tombado pelo IPAC |            |
|        | Colégio Nossa Senhora da Vitória |                            | 12° 59′ 36″ S, 38° 31′ 22″ O | bem tombado pelo IPAC |            |
|        | Portada e Escadaria do Edifício Margarida | década de 1700             | 12° 58′ 44″ S, 38° 30′ 54″ O | bem tombado pelo IPHAN |            |
|        | Casa à Rua 28 de Setembro Nº 8 | década de 1700             | 12° 58′ 28″ S, 38° 30′ 41″ O | bem tombado pelo IPAC |            |
|        | Casa de Oitão da Ladeira dos Aflitos |                            | 12° 58′ 59″ S, 38° 31′ 10″ O | bem tombado pelo IPAC |            |
|        | Casa nº 34, Rua Felipe Camarão |                            | 12° 58′ 25″ S, 38° 30′ 19″ O | bem tombado pelo IPAC |            |
|        | Conjunto Arquitetônico da Soledade |                            | 12° 57′ 33″ S, 38° 30′ 02″ O | bem tombado pelo IPAC |            |
|        | Conjunto Arquitetônico e Paisagístico da Praça Ana Nery                                                                                               |                            | 12° 58′ 39″ S, 38° 30′ 40″ O | bem tombado pelo IPAC bem tombado pelo IPHAN                                                                                  |            |
|        | Conjunto Arquitetônico e Paisagístico da Praça Severino Vieira                                                                                        |                            | 12° 58′ 21″ S, 38° 30′ 22″ O | bem tombado pelo IPAC bem tombado pelo IPHAN                                                                                  |            |
|        | Conjunto Arquitetônico e Paisagístico do Outeiro de Santo Antônio da Barra                                                                            |                            | 13° 00′ 05″ S, 38° 31′ 56″ O | bem tombado pelo IPAC bem tombado pelo IPHAN                                                                                  |            |
|        | Conjunto Arquitetônico e Paisagístico, Trechos da Avenida Otávio Mangabeira, compreendendo as praias do Chega Negro e Piatã, no Subdistrito de Itapoã |                            | 12° 57′ 02″ S, 38° 22′ 04″ O | bem tombado pelo IPHAN |            |
|        | Conjunto Arquitetônico, Urbanístico e Paisagístico do Dique do Tororó                                                                                 |                            | 12° 59′ 02″ S, 38° 30′ 23″ O | bem tombado pelo IPAC |            |
|        | Conjunto Arquitetônico, Urbanístico e Paisagístico: Elementos no Subdistrito da Penha                                                                 |                            | 12° 55′ 33″ S, 38° 30′ 29″ O | bem tombado pelo IPAC |            |
|        | Conjunto Arquitetônico, Urbanístico e Paisagístico: Logradouros no Perímetro dos Subdistritos da Sé e do Passo                                        |                            | 12° 58′ 08″ S, 38° 30′ 27″ O | bem tombado pelo IPAC |            |
|        | Conjunto Arquitetônico, Urbanístico e Paisagístico: Logradouros no Perímetro dos Subdistritos dos Mares e da Penha                                    |                            | 12° 55′ 54″ S, 38° 30′ 50″ O | bem tombado pelo IPAC |            |
|        | Conjunto Arquitetônico, Urbanístico e Paisagístico: Logradouros no Subdistrito da Conceição da Praia                                                  |                            | 12° 58′ 33″ S, 38° 30′ 54″ O | bem tombado pelo IPAC |            |
|        | Conjunto das Ruas Carneiro de Campos, Sodré e Travessa Aquino Gaspar                                                                                  |                            | 12° 58′ 11″ S, 38° 30′ 30″ O | bem tombado pelo IPAC |            |
|        | Conjunto Urbano e Arquitetônico da Cidade Baixa de Salvador                                                                                           |                            | 12° 58′ 02″ S, 38° 30′ 26″ O | bem tombado pelo IPAC bem tombado pelo IPHAN                                                                                  |            |
|        | Edifício da Associação dos Empregados no Comércio da Bahia                                                                                            | 1914                       | 12° 58′ 31″ S, 38° 30′ 46″ O | bem tombado pelo IPAC |            |
|        | Edifício Dourado | 1938                       | 12° 59′ 53″ S, 38° 31′ 12″ O | bem tombado pelo IPAC |            |
|        | Edifício Sede da CHESF |                            | 12° 56′ 28″ S, 38° 25′ 12″ O | bem tombado pelo IPAC |            |
|        | Edifício-sede do Instituto do Cacau da Bahia |                            | 12° 58′ 05″ S, 38° 30′ 38″ O | bem tombado pelo IPAC |            |
|        | Casarão na rua Araújo Pinho, n. 212 | 1870                       | 12° 59′ 29″ S, 38° 31′ 18″ O | bem tombado pelo IPAC |            |
|        | Fonte do Gabriel |                            | 12° 58′ 57″ S, 38° 31′ 05″ O | bem tombado pelo IPAC |            |
|        | Hospital Aristides Maltez |                            | 12° 59′ 27″ S, 38° 29′ 10″ O | bem tombado pelo IPAC |            |
|        | Igreja de Nossa Senhora da Penha e antigo Palácio de Verão dos Arcebispos                                                                             |                            | 12° 54′ 35″ S, 38° 29′ 46″ O | bem tombado pelo IPAC bem tombado pelo IPHAN                                                                                  |            |
|        | Igreja e Convento de Santa Teresa |                            | 12° 58′ 45″ S, 38° 30′ 58″ O | bem tombado pelo IPAC Património de Influência Portuguesa (base de dados) bem tombado pelo IPHAN                              |            |
|        | Imóvel Nº 622 – Fazenda Grande (Associação dos Moradores Educativa Cultural)                                                                          |                            | 12° 56′ 03″ S, 38° 29′ 01″ O | bem tombado pelo IPAC |            |
|        | Casa da Madragoa, n. 8 |                            | 12° 55′ 00″ S, 38° 29′ 55″ O | bem tombado pelo IPAC |            |
|        | antigo Lazareto e Igreja de São Lázaro |                            | 13° 00′ 28″ S, 38° 30′ 43″ O | bem tombado pelo IPAC |            |
|        | Mausoléu da Família do Barão de Cajaíbas e Imagens da Fé                                                                                              |                            | 12° 59′ 55″ S, 38° 30′ 55″ O | bem tombado pelo IPAC |            |
|        | Mural do Artista Carlos Bastos (Edifício Argentina)                                                                                                   | 1961                       | 12° 58′ 14″ S, 38° 30′ 44″ O | bem tombado pelo IPAC |            |
|        | Palacete do Comendador Bernardo Martins Catharino |                            | 12° 59′ 52″ S, 38° 31′ 32″ O | bem tombado pelo IPAC |            |
|        | Palácio da Associação Comercial da Bahia |                            | 12° 58′ 13″ S, 38° 30′ 39″ O | Património de Influência Portuguesa (base de dados) bem tombado pelo IPHAN                                                    |            |
|        | Solar do Conde dos Arcos |                            | 12° 59′ 34″ S, 38° 31′ 00″ O | Património de Influência Portuguesa (base de dados) bem tombado pelo IPHAN                                                    |            |
|        | Parque do Queimado |                            | 12° 57′ 25″ S, 38° 29′ 51″ O | bem tombado pelo IPAC bem tombado pelo IPHAN                                                                                  |            |
|        | Prédio à Rua J. Castro Rabelo, n.º 5 |                            | 12° 58′ 22″ S, 38° 30′ 33″ O | bem tombado pelo IPAC |            |
|        | Prédio da Antiga Faculdade de Medicina da Bahia |                            | 12° 58′ 21″ S, 38° 30′ 35″ O | bem tombado pelo IPAC |            |
|        | Prédio do Paço Municipal |                            | 12° 58′ 30″ S, 38° 30′ 45″ O | bem tombado pelo IPAC Património de Influência Portuguesa (base de dados)                                                     |            |
|        | Quinta do Tanque |                            | 12° 57′ 42″ S, 38° 29′ 29″ O | Património de Influência Portuguesa (base de dados) bem tombado pelo IPHAN                                                    |            |
|        | Seminário de São Dâmaso |                            | 12° 58′ 27″ S, 38° 30′ 35″ O | bem tombado pelo IPHAN Património de Influência Portuguesa (base de dados)                                                    |            |
|        | Casa Régia | década de 1700             | 12° 58′ 28″ S, 38° 30′ 41″ O | bem tombado pelo IPAC |            |
|        | Sobrado à Rua Conselheiro Junqueira Nº 55 | década de 1700             | 12° 58′ 37″ S, 38° 30′ 32″ O | bem tombado pelo IPAC bem tombado pelo IPHAN                                                                                  |            |
|        | Solar do Barão do Rio Real | década de 1700             | 12° 58′ 30″ S, 38° 30′ 08″ O | Património de Influência Portuguesa (base de dados) bem tombado pelo IPHAN                                                    |            |
|        | Solar do Gravatá | 1733                       | 12° 58′ 36″ S, 38° 30′ 38″ O | Património de Influência Portuguesa (base de dados) bem tombado pelo IPHAN                                                    |            |
|        | Solar do Unhão e Capela de Nossa Senhora da Conceição                                                                                                 |                            | 12° 58′ 57″ S, 38° 31′ 13″ O | bem tombado pelo IPAC bem tombado pelo IPHAN                                                                                  |            |
|        | Terreiro Ilê Axé Kalé Bokum |                            | 12° 53′ 36″ S, 38° 29′ 06″ O | bem tombado pelo IPAC |            |
|        | Sobrado nº 56, Rua Silva Jardim | década de 1800             | 12° 58′ 17″ S, 38° 30′ 36″ O | bem tombado pelo IPAC |            |
|        | Relógio de São Pedro | 15 de novembro de 1916     | 12° 58′ 52″ S, 38° 30′ 52″ O | bem de interesse histórico e/ou cultural                                                                                      |            |
|        | Estátua de Castro Alves | 6 de julho de 1923         | 12° 58′ 37″ S, 38° 30′ 53″ O | bem de interesse histórico e/ou cultural                                                                                      |            |
|        | Estátua de Jesus – O Salvador | 24 de dezembro de 1920     | 13° 00′ 39″ S, 38° 31′ 26″ O | bem tombado ou registrado pela FGM                                                                                            |            |
|        | Morro do Cristo |                            | 13° 00′ 39″ S, 38° 31′ 34″ O | bem tombado ou registrado pela FGM                                                                                            |            |
|        | Estátua Zumbi dos Palmares | 30 de maio de 2008         | 12° 58′ 24″ S, 38° 30′ 40″ O | bem de interesse histórico e/ou cultural                                                                                      |            |
|        | Igreja de São Joaquim |                            | 12° 56′ 59″ S, 38° 30′ 02″ O | bem tombado pelo IPHAN |            |
|        | Edifício Otacílio Gualberto | 1955                       | 12° 58′ 28″ S, 38° 30′ 41″ O | bem de interesse histórico e/ou cultural                                                                                      |            |
|        | Edifício Garagem Otis | década de 1970             | 12° 58′ 19″ S, 38° 30′ 52″ O | bem de interesse histórico e/ou cultural                                                                                      |            |
|        | Casa do Comércio |                            | 12° 58′ 48″ S, 38° 27′ 23″ O | bem de interesse histórico e/ou cultural                                                                                      |            |
|        | Ilê Axé Kalé Bokun | 1933                       | 12° 53′ 36″ S, 38° 29′ 06″ O | bem tombado ou registrado pela FGM                                                                                            |            |
|        | Vodun Zó | 1971                       | 12° 56′ 36″ S, 38° 29′ 12″ O | bem tombado ou registrado pela FGM                                                                                            |            |
|        | A colonização do Brasil | 1964                       | 12° 58′ 36″ S, 38° 30′ 50″ O | bem tombado pelo IPAC |            |
|        | A colonização do Brasil | 1968                       | 12° 58′ 34″ S, 38° 30′ 51″ O | bem tombado pelo IPAC |            |
|        | Pedra de Xangô |                            | 12° 53′ 45″ S, 38° 24′ 06″ O | bem tombado ou registrado pela FGM                                                                                            |            |
|        | Fundação de Salvador |                            | 12° 59′ 20″ S, 38° 31′ 11″ O | bem tombado pelo IPAC |            |
|        | Orixás |                            | 12° 58′ 23″ S, 38° 30′ 36″ O | bem tombado pelo IPAC |            |
|        | Panorama de Salvador |                            | 12° 57′ 17″ S, 38° 29′ 11″ O | bem tombado pelo IPAC |            |
|        | Tupinambás |                            | 12° 59′ 30″ S, 38° 31′ 14″ O | bem tombado pelo IPAC |            |
|        | Bahia | 1973                       | 12° 59′ 22″ S, 38° 31′ 22″ O | bem tombado pelo IPAC |            |
|        | Quetzalcoatl |                            | 12° 58′ 17″ S, 38° 30′ 49″ O | bem tombado pelo IPAC |            |
|        | Fundação de Salvador | 1955                       | 12° 58′ 11″ S, 38° 30′ 43″ O | bem tombado pelo IPAC |            |
|        | Progresso |                            | 12° 58′ 11″ S, 38° 30′ 43″ O | bem tombado pelo IPAC |            |
|        | Índios Guerreiros | 1956                       | 12° 59′ 18″ S, 38° 31′ 22″ O | bem tombado pelo IPAC |            |
|        | As Mulheres e os Pássaros |                            | 12° 58′ 49″ S, 38° 27′ 47″ O | bem tombado pelo IPAC |            |
|        | mural no edifício Catarina Paraguaçu |                            | 12° 59′ 55″ S, 38° 31′ 36″ O | bem tombado pelo IPAC |            |
|        | As três Raças |                            | 12° 58′ 16″ S, 38° 30′ 30″ O | bem tombado pelo IPAC |            |
|        | Os Pescadores |                            | 13° 00′ 19″ S, 38° 31′ 58″ O | bem tombado pelo IPAC |            |
|        | Espécies Marinhas |                            | 12° 58′ 03″ S, 38° 30′ 34″ O | bem tombado pelo IPAC |            |
|        | Descobrimento |                            | 13° 00′ 20″ S, 38° 27′ 36″ O | bem tombado pelo IPAC |            |
|        | Painéis de Azulejos com Relevos |                            | 12° 58′ 15″ S, 38° 30′ 45″ O | bem tombado pelo IPAC |            |
|        | Manifestações Culturais da Bahia | 1984                       | 12° 54′ 52″ S, 38° 20′ 06″ O | bem tombado pelo IPAC |            |
|        | SARAH-Salvador‎ |                            | 12° 58′ 32″ S, 38° 27′ 08″ O | bem de interesse histórico e/ou cultural                                                                                      |            |
|        | Murais e Painéis artísticos de autoria do artista Carybé                                                                                              |                            | 12° 58′ 36″ S, 38° 30′ 51″ O | bem tombado ou registrado pela FGM                                                                                            |            |
|        | Conjunto arquitetônico do Rio Vermelho |                            | 13° 00′ 49″ S, 38° 29′ 19″ O | bem tombado pelo IPAC |            |
|        | Fera Palace Hotel |                            | 12° 58′ 32″ S, 38° 30′ 48″ O | bem de interesse histórico e/ou cultural                                                                                      |            |
|        | Igreja da Ascensão do Senhor |                            | 12° 57′ 13″ S, 38° 25′ 51″ O | bem tombado ou registrado pela FGM                                                                                            |            |
|        | Quilombo Bananeiras |                            | 12° 56′ 24″ S, 38° 27′ 47″ O | quilombo tombado pela Constituição Federal do Brasil de 1988                                                                  |            |
|        | Quilombo Praia Grande |                            | 12° 53′ 14″ S, 38° 27′ 33″ O | quilombo tombado pela Constituição Federal do Brasil de 1988                                                                  |            |
|        | Posto Médico da Antiga Estação Ferroviária |                            |                              | bem tombado pelo IPHAN |            |
|        | Tipografia da Antiga Estação Ferroviária |                            |                              | bem tombado pelo IPHAN |            |
|        | Casa das Histórias de Salvador |                            | 12° 58′ 22″ S, 38° 30′ 49″ O | bem de interesse histórico e/ou cultural                                                                                      |            |
|        | Coluna à Maria Felipa |                            | 12° 58′ 24″ S, 38° 30′ 52″ O | bem de interesse histórico e/ou cultural                                                                                      |            |
|        | Arena da Capoeira | 4 de julho de 2024         | 12° 58′ 19″ S, 38° 30′ 53″ O | bem de interesse histórico e/ou cultural                                                                                      |            |
|        | sede do Instituto Geográfico e Histórico da Bahia |                            | 12° 58′ 57″ S, 38° 30′ 52″ O | bem tombado pelo IPAC |            |
|        | Centro de Exposições do Centro Administrativo da Bahia                                                                                                |                            | 12° 56′ 53″ S, 38° 25′ 39″ O | bem de interesse histórico e/ou cultural                                                                                      |            |
|        | Igreja do Centro Administrativo da Bahia |                            | 12° 57′ 14″ S, 38° 25′ 51″ O | bem de interesse histórico e/ou cultural                                                                                      |            |
|        | Roberto Alban Galeria |                            | 13° 00′ 34″ S, 38° 30′ 31″ O | bem de interesse histórico e/ou cultural                                                                                      |            |
|        | Balaustrada do Centro |                            | 12° 58′ 28″ S, 38° 30′ 46″ O | bem tombado ou registrado pela FGM                                                                                            |            |
|        | Balaustrada da Barroquinha |                            | 12° 58′ 39″ S, 38° 30′ 52″ O | bem tombado ou registrado pela FGM                                                                                            |            |
|        | Balaustrada da Barra |                            | 13° 00′ 31″ S, 38° 31′ 56″ O | bem tombado ou registrado pela FGM                                                                                            |            |
|        | Balaustrada de Campo Grande |                            |                              | bem tombado ou registrado pela FGM                                                                                            |            |
|        | Balaustrada do Centro Histórico |                            | 12° 58′ 36″ S, 38° 30′ 54″ O | bem tombado ou registrado pela FGM                                                                                            |            |
|        | Balaustrada do Rio Vermelho |                            | 13° 00′ 37″ S, 38° 29′ 49″ O | bem tombado ou registrado pela FGM                                                                                            |            |
|        | Balaustrada dos Barris |                            |                              | bem tombado ou registrado pela FGM                                                                                            |            |
|        | Balaustrada do Bonfim |                            | 12° 55′ 26″ S, 38° 30′ 28″ O | bem tombado ou registrado pela FGM                                                                                            |            |
|        | Balaustrada do Comércio |                            |                              | bem tombado ou registrado pela FGM                                                                                            |            |
|        | Efígie de Rubén Darío |                            | 13° 00′ 32″ S, 38° 31′ 19″ O | bem de interesse histórico e/ou cultural                                                                                      |            |
|        | Busto do alfaiate João de Deus Nascimento |                            | 12° 58′ 59″ S, 38° 30′ 55″ O | bem de interesse histórico e/ou cultural                                                                                      |            |
|        | Busto do alfaiate Manoel Faustino dos Santos Lira |                            | 12° 58′ 59″ S, 38° 30′ 54″ O | bem de interesse histórico e/ou cultural                                                                                      |            |
|        | Busto do soldado Lucas Dantas de Amorim Torres |                            | 12° 58′ 59″ S, 38° 30′ 54″ O | bem de interesse histórico e/ou cultural                                                                                      |            |
|        | Busto do soldado Luiz Gonzaga das Virgens e Veiga |                            | 12° 58′ 59″ S, 38° 30′ 55″ O | bem de interesse histórico e/ou cultural                                                                                      |            |
|        | Monumento a Félix Rubén Garcia Sarmiento |                            |                              | bem de interesse histórico e/ou cultural                                                                                      |            |
|        | Terreiro Ilê Asé Kalè Bokùn |                            | 12° 53′ 38″ S, 38° 29′ 16″ O | bem de interesse histórico e/ou cultural                                                                                      |            |
|        | Terreiro Okutá de Ogum |                            |                              | bem de interesse histórico e/ou cultural                                                                                      |            |
|        | Painel de azulejos portugueses da chegada e fundação da cidade por Thomé de Souza                                                                     |                            |                              | bem de interesse histórico e/ou cultural                                                                                      |            |
|        | Correios |                            | 13° 00′ 44″ S, 38° 29′ 37″ O | bem de interesse histórico e/ou cultural                                                                                      |            |
|        | Subdelegacia de Polícia |                            |                              | bem de interesse histórico e/ou cultural                                                                                      |            |
|        | Cine Rio Vermelho |                            |                              | bem de interesse histórico e/ou cultural                                                                                      |            |
|        | Mariquita |                            | 13° 00′ 51″ S, 38° 29′ 20″ O | bem de interesse histórico e/ou cultural                                                                                      |            |
|        | Fábrica de Papel da Bahia |                            |                              | bem de interesse histórico e/ou cultural                                                                                      |            |
|        | Rio Vermelho de Tênis |                            |                              | bem de interesse histórico e/ou cultural                                                                                      |            |
|        | Parque Cruz Aguiar |                            |                              | bem de interesse histórico e/ou cultural                                                                                      |            |
|        | Instituto de Previdência e Assistência aos Servidores do Estado                                                                                       |                            |                              | bem de interesse histórico e/ou cultural                                                                                      |            |
|        | Casa Avenida Saudável |                            |                              | bem de interesse histórico e/ou cultural                                                                                      |            |
|        | Palacete Adolpho Moreira |                            |                              | bem de interesse histórico e/ou cultural                                                                                      |            |
|        | Casa Rosales |                            |                              | bem de interesse histórico e/ou cultural                                                                                      |            |
|        | Casa Branca |                            | 13° 00′ 50″ S, 38° 29′ 22″ O | bem de interesse histórico e/ou cultural                                                                                      |            |
|        | Casa Rosa |                            | 13° 00′ 48″ S, 38° 29′ 24″ O | bem de interesse histórico e/ou cultural                                                                                      |            |
|        | Casa de Zozô Maia |                            | 13° 00′ 48″ S, 38° 29′ 24″ O | bem de interesse histórico e/ou cultural                                                                                      |            |
|        | Casa dos Loureiro |                            |                              | bem de interesse histórico e/ou cultural                                                                                      |            |
|        | Casa dos Dultra |                            | 13° 00′ 45″ S, 38° 29′ 27″ O | bem de interesse histórico e/ou cultural                                                                                      |            |
|        | Vila Violeta |                            |                              | bem de interesse histórico e/ou cultural                                                                                      |            |
|        | Palacete Gonzaga |                            |                              | bem de interesse histórico e/ou cultural                                                                                      |            |
|        | Sobrado do Instituto Santana |                            | 13° 00′ 43″ S, 38° 29′ 29″ O | bem de interesse histórico e/ou cultural                                                                                      |            |
|        | Casa do Azulejo |                            |                              | bem de interesse histórico e/ou cultural                                                                                      |            |
|        | Sobrado da Pastelaria |                            |                              | bem de interesse histórico e/ou cultural                                                                                      |            |
|        | Sobrado de Astério |                            |                              | bem de interesse histórico e/ou cultural                                                                                      |            |
|        | Casa da Esquina |                            |                              | bem de interesse histórico e/ou cultural                                                                                      |            |
|        | Casarão da Medalha Milagrosa |                            | 13° 00′ 38″ S, 38° 29′ 37″ O | bem de interesse histórico e/ou cultural                                                                                      |            |
|        | Casa do Dr. Flaviano |                            |                              | bem de interesse histórico e/ou cultural                                                                                      |            |
|        | Casarão da Paciência |                            |                              | bem de interesse histórico e/ou cultural                                                                                      |            |
|        | Colombo Pizzaria |                            |                              | bem de interesse histórico e/ou cultural                                                                                      |            |
|        | Estátua de J. J. Seabra |                            | 12° 58′ 17″ S, 38° 30′ 55″ O | bem de interesse histórico e/ou cultural                                                                                      |            |
|        | Estátua Irmãos Pereira |                            | 12° 58′ 34″ S, 38° 31′ 04″ O | bem de interesse histórico e/ou cultural                                                                                      |            |
|        | Júlio Davi |                            |                              | bem de interesse histórico e/ou cultural                                                                                      |            |
|        | Cetro da Ancestralidade | fevereiro de 2001          | 13° 00′ 40″ S, 38° 29′ 48″ O | bem de interesse histórico e/ou cultural                                                                                      |            |
|        | Tulipas |                            |                              | bem de interesse histórico e/ou cultural                                                                                      |            |
|        | Valentinas |                            | 13° 00′ 09″ S, 38° 30′ 12″ O | bem de interesse histórico e/ou cultural                                                                                      |            |
|        | Altivas |                            |                              | bem de interesse histórico e/ou cultural                                                                                      |            |

∑ 307 items.